# Seila crovatoi
Seila crovatoi is een slakkensoort uit de familie van de Cerithiopsidae. De wetenschappelijke naam van de soort is voor het eerst geldig gepubliceerd in 2014 door Cecalupo & Perugia.